# Jacki Engelken
Jacki Engelken (* 1962 in Bonn) ist ein deutscher Musiker und Komponist.

## Leben
Engelken wurde 1962 in Bonn geboren. Ab den 1980er Jahren war er vorrangig als Regieassistent und Drehbuchautor hinter der Kamera tätig. Sein Kurzfilm Vorsicht Sepp! in Zusammenarbeit mit Niki Stein gewann 1984 den Hauptpreis des Europäischen Kurzfilmfestivals. Anfang der 1990er Jahre verfassten Engelken und Stein im Auftrag des WDR gemeinsam mehrere Bücher für die TV-Reihe Tatort. Gemeinsam mit dem Musiker Ulrik Spies spielte er ab 1997 zusammen mit Ben Becker in der The Zero Tolerance Band. Mit Spies debütierte er im gleichen Jahr mit der von Stein inszenierten Komödie Still Movin als Filmkomponist. Seitdem komponierten Engelken und Spies für alle von Stein inszenierten Filmproduktionen die Musik.

## Filmografie (Auszug)

### Drehbuch
- 1992: Tatort: Der Mörder und der Prinz
- 1993: Tatort: Flucht nach Miami
- 1994: Tatort: Die Frau an der Straße
- 1995: Schwurgericht (Fernsehreihe, 1 Folge)
- 1997: Still Movin’

### Filmmusik
- seit 1998: Tatort (Fernsehreihe)
  - 1998: Manila
  - 1999: Martinsfeuer
  - 1999: Norbert
  - 2002: Oskar
  - 2002: Totes Erbe
  - 2003: Das Böse
  - 2003: Frauenmorde
  - 2005:  Schürfwunden
  - 2005: Leerstand
  - 2006: Der Tag des Jägers
  - 2006: Pauline
  - 2015: Der Inder
  - 2017: Land in dieser Zeit
  - 2017: Dunkle Zeit
  - 2021: Macht der Familie
- 2004: Die Konferenz
- 2006: Der Mann im Strom
- 2007: Die Todesautomatik
- 2008: Der große Tom
- 2010: Bis nichts mehr bleibt
- 2010: Morgen musst Du sterben
- 2010: Wiedersehen mit einem Fremden
- 2011: Vater Mutter Mörder
- 2012: Rommel
- 2012: Überleben an der Wickelfront
- 2013: Der Tote im Eis
- 2015: Das Dorf der Mörder
- 2018: Die Auferstehung
- seit 2018: Familie Bundschuh (Fernsehreihe)
  - 2018: Ihr seid natürlich eingeladen
  - 2019: Wir machen Abitur
  - 2020: Familie Bundschuh im Weihnachtschaos
  - 2021: Woanders ist es auch nicht ruhiger
  - 2022: Unter Verschluss
- 2023: Briefe aus dem Jenseits
- 2024: Yvonne und der Tod
- 2025: Stammheim – Zeit des Terrors